# シーエムシー
協同組合シーエムシー（CMC）は、岡山県岡山市北区に本社を置くスーパーマーケットチェーンの協同組合であり、加盟企業は「丸大」、「タマヤ」、「キョーエイ」、「グランドマート」を展開している。シジシージャパンに加盟している。旧名称は協同組合中国経営合理化チェーン（ちゅうごくけいえいごうりかチェーン）で、CMCはその英称"'Chugoku Management Rational Chain"の略称である。

## 沿革
- 1968年 - 岡山市上之町164番地に設立（当時の加盟企業は11社）。岡山市泉田に本部および配送センターを建設し共同仕入事業開始。
- 1970年 - シーエム商事株式会社設立。
- 1975年 - プライベートブランドCMCタマゴ販売開始。
- 1980年 - プライベートブランドとしてCMC牛乳を販売開始。
- 1985年 - 岡山市大内田の県流通センター内に新社屋が完成し移転。
- 1988年 - CMC協力会設立。
- 1996年 - 日配センター稼動開始。
- 2021年 - 「協同組合シーエムシー」に改称。

## 加盟企業
- 株式会社丸大
- 株式会社玉屋
- 株式会社玉屋瓶缶部
- 株式会社共栄商事
- 株式会社グランドマート
- 有限会社みかもストア
- 株式会社ヒナセショッピングセンター

### かつて加盟していた企業
- 株式会社丸新（倒産）
- 株式会社福亀屋
- 株式会社マルイ（後にシジシージャパンに加盟）
- シーエム商事株式会社
- マツサカ（後にシジシージャパンに加盟[1]）
- 丸福ストア[1]
- 東備ストア[1]
- ダイワ[1]
- スーパーきもと[1]
- 矢信[1]